# Women's ITF Irapuato Club de Golf Santa Margarita 2014
Il Women's ITF Irapuato Club de Golf Santa Margarita 2014 è stato un torneo di tennis facente parte della categoria ITF Women's Circuit nell'ambito dell'ITF Women's Circuit 2014. Il torneo si è giocato a Irapuato in Messico dal 3 al 9 marzo 2014 su campi in cemento e aveva un montepremi di $25,000.

## Vincitrici

### Singolare
Indy de Vroome ha battuto in finale  Naomi Ōsaka con il punteggio di 3–6, 6–4, 6–1

### Doppio
Denise Muresan /  Indy de Vroome hanno battuto in finale  Irina Chromačëva /  Anna Zaja con il punteggio di 6–4, 5–7, [10–7]